# 相沢光哉
相沢 光哉（あいざわ みつや、1938年12月7日 - 2025年2月28日）は、日本の政治家、実業家。株式会社橘寿司代表取締役、宮城県寿司商環境衛生同業組合理事長、宮城県監査委員、自由民主党宮城県連幹事長、宮城県議会議長等を歴任した。

## 人物・経歴
1951年仙台市立東二番丁小学校卒業。1954年東北学院中学校卒業。1957年東北学院高等学校卒業。1962年一橋大学商学部卒業、キリンビール入社。
1971年仙台市議会議員。1980年橘寿司代表取締役。1982年宮城県寿司商環境衛生同業組合理事長。1991年宮城県議会議員。2000年自由民主党宮城県民会議会長。2003年宮城県監査委員。2005年自由民主党宮城県連幹事長、日本李登輝友の会理事。2006年第34代宮城県議会議長。2008年全国都道府県議会議長会地方自治功労表彰。
神道政治連盟宮城県本部議員連絡協議会会長、宮城縣護國神社崇敬者総代、仙台市神社総代会会長、大和教団相談役、サンモール一番町商店街振興組合監事、神政連宮城県本部議員連絡協議会会長、宮城県日台親善協会会長、北方領土返還要求宮城県民会議会長、宮城県麻雀業組合連合会顧問、宮城県社交飲食業生活衛生同業組合顧問、仙台オペラ協会理事、宮城県視覚障害者福祉協会顧問、政宗公ワールドプロジェクト理事長、仙台観光国際協会会長なども歴任した。
2019年政界引退。2020年旭日中綬章受章。
2025年2月28日、膵臓癌のため死去。86歳没。没後に正五位に叙された。